# Система забезпечення функціонування
Систе́ма забезпе́чення функціонува́ння (СЗФ) — комплекс взаємозв'язаних автоматизованих систем, що забезпечують проектування виробів, технологічну підготовку виробництва, керування гнучкою виробничою системою за допомогою ЕОМ та автоматичне розподілення предметів виробництва та технологічного устаткування.

## Основні компоненти СЗФ
- Автоматизована транспортно-складська система (АТСС)
- Автоматизована система керування технологічними процесами (АСКТП)
- Автоматизована система інструментального забезпечення (АСІЗ)
- Автоматизована система контролю (САК)
- Автоматизована система усунення відходів (АСУВ)
- Автоматизована система наукових досліджень (АСНД)
- Автоматизована система проектування (САПР)
- Автоматизована система технологічної підготовки виробництва (АСТПВ)
- Автоматизована система керування (АСК)